# مارگاریتا روزا دی فرانسیسکو
مارگاریتا روزا دی فرانسیسکو همچنین معروف به مارگاریتا روزا و لا منچا (زاده ۸ اوت ۱۹۶۵) بازیگر، خواننده، مجری تلویزیون و دارنده عنوان مسابقه زیبایی کلمبیایی است.

## زندگی‌نامه

### دهه ۱۹۸۰
مارگاریتا روزا د فرانسیسکو در ۸ اوت ۱۹۶۵ در کالی، واله دل کائوکا، کلمبیا به دنیا آمد او دختر جراردو دو فرانسیسکو - نوازنده و بازیگر - و طراح مد مرسدس باکورو است. او همچنین خواهر شخصیت تلویزیونی مارتین دی فرانسیسکو است. مارگاریتا در کودکی در کلاس‌های باله در کنسرواتوار آنتونیو ماریا والنسیا در کالی شرکت کرد که به دلیل مشکلاتی در ستون مهره‌ها مجبور شد به سرعت از آن بازنشسته شود. او اولین فیلم خود را در سال ۱۹۸۱ با بازی در فیلم تاکون انجام داد. او سپس برای تحصیل زبان انگلیسی به شهر نیویورک رفت و در سال ۱۹۸۴ به عنوان مدل سال انتخاب شد. او که نماینده «بخش بایه دل کائوکا» بود، در مسابقه ملی زیبایی در سال ۱۹۸۴ در کلمبیا به عنوان نایب‌السلطنه تاج گذاری کرد و بعداً نماینده کلمبیا در مسابقه دوشیزه جهان در سال ۱۹۸۵ بود، جایی که در آن موفقیت چندانی نداشت.
در سال ۱۹۸۶ او اولین حضور تلویزیونی خود را در تله رمان گالیتو رامیرز به کارگردانی خولیو سزار لونا انجام داد. در آنجا با کارلوس ویوز آشنا شد، و در ۲۰ اوت ۱۹۸۸ ازدواج کردند. حضور او در این برنامه جایزه سیمون بولیوار را برای بازیگر برجسته به ارمغان آورد.
او بعداً مجری برنامه خبری ۲۴ ساعته بود. در سال ۱۹۸۸ او بار دیگر حرفه بازیگری خود را در تله ناول لوس پکادو د اینس د هینوجوزا تثبیت کرد.

### دهه ۱۹۹۰
اوایل دهه ۱۹۹۰ دوران پرمشغله‌ای برای مارگاریتا بود، با بازی در تله‌نوولا کالامار و همچنین ایفای نقش در سریال اسپانیایی بحث‌برانگیز دیگری به نام ''بریگادا مرکزی''. او بعداً برای بازی در سریال پورتا گرانده و سرانجام در ''کافه کن آروما د موجر'' در سال ۱۹۹۴ به کلمبیا بازگشت که یکی از موفق‌ترین تله‌نوول‌های تاریخ تلویزیون کلمبیا بود. در سال ۱۹۹۶ او در فیلم ایلونا لگا کن لا لوویا بازی کرد و بعداً نقش آنتونیا را در سریال هومبرس دریافت کرد که در نهایت آن را ترک کرد و تنها روی نقشی در یک تله‌نوولا دیگر به ناملا مادره تمرکز کرد.

### ۲۰۰۰ به بعد
در سال ۲۰۰۰، مارگاریتا نقش لا کاپونرا را در تله‌نوولایی به همین نام که توسط کاراکول تلویزیون و آرتی‌آی کلمبیا تهیه شده بود، پذیرفت. او همچنین توسط کاراکول برای میزبانی نسخه کلمبیایی «بازمانده»، اکسپدیشن رابینسون، برای دو فصل در سال‌های ۲۰۰۱ و ۲۰۰۲ انتخاب شد. او بعداً در فیلم‌های فیدل ای آدیوس و آنا الیسا در حالی که مجری برنامه رئالیتی کاراکول دسافیو ۲۰۰۴ بود، ایفای نقش کرد، به استثنای سال ۲۰۰۷ که در آن درگیری‌های برنامه‌ریزی با تله‌نوولای مکزیکی مینترس هایا ویدا مانع از میزبانی او شد. او بعدها به عنوان مهمان در فیلمسفر پارایسو در نقش راکل و نقش کوچکی در سریال کاپادوکیا بازی کرد.
او بعداً با تاجر دانیل کاستلو در سال ۲۰۰۳ ازدواج کرد، زمانی که او ۴۶ ساله بود و او ۳۸ ساله بود.
در سال ۲۰۱۱، او در سریال تلویزیونی آرسی‌ان کورئو د اینوسنتس در کنار سالوادور دل سولار لابارته و روبرتو اوربینا نقش اصلی را ایفا کرد.
در سال ۲۰۲۳ در فیلم ایتالیایی ال پارایسو به کارگردانی انریکو ماریا آرتاله بازی کرد و در هشتادمین جشنواره بین‌المللی فیلم ونیز در بخش اوریزونتی شرکت کرد.